# Sant Narcís de la Païssa
Sant Narcís de la Païssa és la capella particular del mas de la Païssa, del terme municipal de Monistrol de Calders, a la comarca del Moianès, de la Catalunya Central.
El mas i la capella són a prop al nord del poble. Es tracta d'una petita capella moderna, probablement construïda al segle xviii, d'una sola nau, sense absis exempt, situada al costat sud-est de la masia.